# 野田実香
野田 実香（のだ みか）は、日本の医学者・眼科医。
慶應義塾の一貫教育校（中等部・女子高）、大学医学部を経て、眼科にて眼形成手術の専門家となり、2019年より日本眼形成再建外科学会理事長。元慶應義塾大学医学部専任講師。2022年3月、東京都葛飾区東金町にまぶたの手術専門のクリニック[[野田実香まぶたのクリニック>>https://www.nodamika.com/]]を開業。

## 来歴
1986年慶應義塾中等部卒業、1989年慶應義塾女子高等学校卒業、1995年慶應義塾大学医学部卒業、同・眼科に入局し同年医師国家試験合格。けいゆう病院眼科、 聖隷浜松病院眼形成眼窩外科、 北海道大学病院眼科を経て慶應義塾大学専任講師、日本眼科学会指導医。
2018年 慶應義塾大学常勤を辞して非常勤となり、フリーランス医師となる。慶應義塾大学、東京大学、東邦大学、杏林大学、金沢医科大学、獨協大学非常勤講師を勤め、専門家の少ない眼形成外科の分野での手術指導を中心に活動している。

## 受賞歴
- 2008年度KPSOPRS International Travel Award
- 2011年度北海道大学医学部優秀教員賞
- 2013年度北海道大学医学部最優秀教員賞

## 著書
- 『専修医石嶋くんの眼瞼手術チャレンジノート』金原出版、2017、ISBN 978-4-307-35167-6。
- 「他院での眼瞼下垂手術の修正—眼科的機能障害からの回復」『 美容外科学会誌38(2)』:53-60、2016。
- 「眼形成手術手技 眼球内容除去術」「眼瞼下垂　結膜下眼窩脂肪脱」「眼瞼下垂　眼瞼挙筋短縮術・Whitnall靱帯吊り上げ術」「眼瞼下垂　前頭筋吊り上げ術」「眼瞼下垂　挙筋腱膜縫着術」「眼形成手術手技　眼瞼下垂手術　理論編」「眼形成手術手技　眼瞼内反症　上眼瞼埋没法」「眼形成手術手技　眼瞼内反症　下眼瞼埋没法」「眼形成手術手技　眼瞼内反症　下眼瞼牽引筋腱膜縫着術」『 臨床眼科60』:1734-1742、1570-1575、1358-1365、1134-1140、898-904、676-682、432-438、254-259、166-171、2006。

## 編著
- 『眼付属器疾患とその病理 専門医のための眼科診療クオリファイ10』中山書店、2012。
- 『眼手術学 2 眼瞼』文光堂、2013。
- 「初診外来担当医に知っておいてほしい眼窩疾患」『 Monthly Book OCULISTA（オクリスタ）52』全日本病院出版会、2017。
- 『外眼部アトラス』総合医学社、2019。

## 翻著
- 『Tyers & Collin著 眼形成手術カラーアトラス・原著第3版』エルゼビア・ジャパン、2010、ISBN 978-4-86034-769-7。

## マスメディア
- 加齢性眼瞼下垂の診断と治療・テレビ東京「話題の医学」・2014年4月
- <“眼瞼下垂”の原因>加齢とともにまぶたが落ちてくるのはなぜ？ ・Webéclat・https://eclat.hpplus.jp/article/43561/02/・2019年10月
- ほうんとうは怖い眼瞼下垂・週刊文春woman vol.4・2019年12月
- バドミントン桃田賢斗選手の骨折についてコメント・フジテレビ「とくダネ」・2020年2月10日放送分
- バドミントン桃田賢斗選手の眼底骨折へのコメント・週間朝日・ワイド特集・2020年2月
- まぶたの病気・NHK Eテレ「チョイス@病気になったとき」・2020年7月18日放送分
- あさイチ・NHK「くま・たるみ・しわのお悩み解決！　“目元”ビューティー大作戦」・2022年10月31日放送分

## 学会役員
- 2014年（平成26年） 世界眼科学会総会眼形成部門オーガナイザー
- 2015年（平成27年） 第26回日本眼瞼義眼床手術学会学会長
- 2010年 - 2015年（平成22 - 27年） 北海道眼瞼涙道セミナー代表世話人
- 日本眼瞼義眼床手術学会理事
- 2013年 - 2019年 日本眼形成再建外科学会副理事長
- 2019年9月 日本眼形成再建外科学会理事長